# Forststeig Elbsandstein
Der Forststeig Elbsandstein ist ein 105 km langer Fernwanderweg im linkselbischen Teil der Sächsischen Schweiz und Böhmischen Schweiz. Der Startpunkt liegt am Bahnhof Schöna der Elbtalbahn. Der Endpunkt befindet sich am Bahnhof Bad Schandau der gleichen Bahnlinie. Die Waldübernachtungsstätten entlang der Route sind von April bis Oktober geöffnet.

## Geschichte
Die Sächsische Schweiz ist vorrangig ein Gebiet für Tageswanderungen. Die Nutzung von Freiübernachtungsstellen in Form von „Boofen“ ist nur im Zusammenhang mit dem Klettersport erlaubt. Mehrtägige Wandertouren, wie z. B. entlang des Malerweges setzen also eine klassische Übernachtung (Hotel, Pension, Ferienwohnung) entlang des Weges voraus.
Ab dem Jahr 2012 untersuchten Mitarbeiter des Forstbezirks Neustadt im Staatsbetrieb Sachsenforst die Umsetzbarkeit einer Trekkingroute nach dem Vorbild von Trekkingwegen u. a. in Kanada, Neuseeland und Schweden auch im Gebiet der Nationalparkregion Sächsische Schweiz. Im Gegensatz zum Malerweg sollte dabei auf etablierte Wegeführungen weitgehend verzichtet werden. Stattdessen sollten eher selten genutzte Wege und neu anzulegende Pfade in den Forststeigverlauf einbezogen werden.
Es wurde deutlich, dass sich diese Trekkingidee am ehesten im linkselbischen Gebiet der Sächsischen Schweiz umsetzen ließ, das vergleichsweise siedlungsarm und von weitläufigen Wäldern und Tafelbergen geprägt ist. In Abstimmung mit der Verwaltung des Nationalpark Sächsische Schweiz, dem SBB, dem Tourismusverband Sächsische Schweiz e.V. und Naturschutzverbänden wurde ein Wegeverlauf für eine Trekkingdauer von 6–7 Tagen konzipiert, der teilweise auch grenzüberschreitend in der Böhmischen Schweiz verläuft.
Die zur Übernachtung notwendigen Trekkinghütten wurden aus vorhandenen Waldarbeiterhütten umfunktioniert. Hinzu kamen mehrere neue Biwakplätze mit teils nach studentischen Entwürfen der TU Dresden errichteten Schutzhütten. Die Hütten wurden schrittweise ab 2015 eröffnet.
Nachdem die Routenführung im Frühjahr 2017 von mehreren Wanderteams getestet und Verbesserungsvorschläge berücksichtigt wurden, erfolgte ab Herbst 2017 die Markierung im Gelände. Als Markierungszeichen wurde ein senkrechter gelber Strich gewählt, der sich auch im Logo des Forststeigs wiederfindet.
Der komplette Wegeverlauf wurde am 28. April 2018 gemeinsam vom Sachsenforst und dem tschechischen Pendant Lesy České republiky eröffnet.
An der Route befinden sich 6 Biwakplätze, 5 Trekkinghütten und 1 Campingplatz. Die Trekkinghütten und Biwakplätze sind von April bis Oktober geöffnet. Ihre Nutzung ist gebührenpflichtig.
2024 wurden insgesamt ca. 12.200 Ticket für den Forststeig verkauft, davon wurden zwischen April und Oktober knapp 8.600 eingelöst (2023: ca. 12.500 Verkäufe und ca. 8.700 Einlösungen). Von den Übernachtungen entfielen ca. 5.100 auf die Biwakplätze (zelten) und ca. 3.500 auf die Hütten.

## Verlauf

### 1. Etappe: Schöna bis Grenzbaude (15 km, 616 Höhenmeter)
Die erste Etappe startet am Bahnhof Schöna der Elbtalbahn und verläuft durch das alte Sandsteinbruchgebiet der Teichsteinbrüche und über das Gelobtbachtal entlang der sächsisch-böhmischen Grenze und dann von dieser abzweigend zum Gipfel und Aussichtspunkt auf dem Großer Zschirnstein. Südlich des Großen Zschirnsteins befindet sich mit dem Zschirnstein-Biwak die erste Übernachtungsmöglichkeit am Forststeig. Das Biwak verfügt über eine kleine Schutzhütte und 5 Plätze für Zweipersonenzelte. Von hier aus verläuft der Forststeig wieder zurück zur südlich gelegenen sächsisch-böhmischen Grenze, folgt dieser und quert dabei den Krippenbach. Westlich des Krippenbachs führt ein Abzweig zur Trekkinghütte Grenzbaude. Die Grenzbaude selbst liegt etwa 600 Meter nördlich der Grenze und damit des Forststeigs. Nochmals etwa 2,5 Kilometer nördlich der Grenzbaude liegt mit der Haselmausbaude eine weitere Trekkinghütte.

### 2. Etappe: Grenzbaude bis Ostrov (15 km, 383 Höhenmeter)
Die zweite Etappe führt von der Grenzbaude wieder zurück zur sächsisch-böhmischen Grenze und folgt dieser weiter in Richtung Westen. Der Forststeig führt südlich am Taubenteich vorbei. Am Taubenteich befindet sich mit Taubenteich-Biwak ein weiterer Biwakplatz. Das Biwak verfügt über 2 Schutzhütten, 5 Plätze für Zweimannzelte und eine genehmigte Feuerstelle. Der Forststeig zweigt am Hühnerberg (486 Meter) von der Grenze nach Süden ab und verläuft von hier in der Böhmischen Schweiz. Etwa 1,5 Kilometer nördlich des Hühnerberges und damit abseits des Forststeiges liegt die Trekkinghütte Willys Ruh. Über das ehemalige Jagdschloss Christianaburg (Kristin Hrádek) (heute Hotel und Restaurant, Stand 2023) wird die Ostseite des Hohen Schneebergs (Děčínský Sněžník) erreicht, des höchsten Gipfel des Elbsandsteingebirges und gleichzeitig des höchsten Punktes des Forststeigs. Der Weg verläuft über das Gipfelplateau mit Berggasthof und Aussichtsturm, an der Westseite hinab in das Dorf Schneeberg (Sněžník). Am Ortsrand befindet sich das 2025 eröffnete Schneeberg-Biwak mit Schutzhütte, 5 Plätzen für kleine Zelte und Komposttoilette. Die Etappe des Fortsteigs endet am Campingplatz im benachbarten Dorf Eiland (Ostrov).

### 3. Etappe: Ostrov bis Beutwald (14 km, 225 Höhenmeter)
Vom Campingplatz Eiland (Ostrov) verläuft der Forststeig zunächst nach Süden durch das Felsgebiet Himmelreich (Volské kameny) mit seinen zahlreichen Felstürmen und Klettergipfeln, bevor der Weg nach Nordwesten abzweigt und durch die Wälder nördlich der Tyssaer Wände (Tiské stěny) verläuft. Östlich der kleinen Siedlung Raitza (Rájec) erreicht der Forststeig wieder die sächsisch-böhmische Grenze und folgt dieser für etwa 1,5 Kilometern. Am Kletterfelsen „Grenzspitze“ wechselt der Weg wieder in die Sächsische Schweiz und führt oberhalb der Fichtenwände zum Zeisigstein, dem dritthöchsten Berg der Sächsischen Schweiz. Von hier aus führt der Forststeig am Flächennaturdenkmal Kochemoor vorbei durch den Zauschengrund in das Waldgebiet Beutwald westlich des Bielatals. Der Weg tangiert die Aussichten an der Johanniswacht und am Sachsenstein und endet oberhalb der Schweizermühle an der Trekkinghütte Kamphütte. Die Hütte verfügt über 10 Schlafstellen.

### 4. Etappe: Beutwald bis Rotsteinhütte (20 km, 555 Höhenmeter)
Die vierte Etappe führt von der Kamphütte durch die Felsenwelt des Bielatals in Richtung Süden und passiert dabei die bekannten Aussichtspunkte und Felsformationen Kaiser-Wilhelm-Feste, Herkulessäulen, Johanniswacht und Grenzplatte. Dabei quert der Forststeig viermal die Biela. Südlich der Grenzplatte befindet sich das Zehrborn-Biwak mit Plätzen für 5 Zweimannzelte. Der Forststeig führt Richtung Osten, folgt teilweise wieder der sächsisch-böhmischen Grenze und verläuft dann durch einen Talabschnitt der Dürren Biela in Richtung Norden. Der Steig tangiert das südöstliche Ortsende von Rosenthal und erreicht in den Wäldern südlich des Katzsteins die Trekkinghütte Rotsteinhütte mit 12 Schlafstellen. Abseits des Forststeigs befinden sich östlich und südlich der Rotsteinhütte mit der Haselmausbaude bzw. Willys Ruh zwei weitere Trekkinghütten in den Wäldern zwischen Fuchsbach und Krippenbach.

### 5. Etappe: Rotsteinhütte bis Nikolsdorf (20 km, 556 Höhenmeter)
Von der Rotsteinhütte verläuft der Forststeig über den namensgebenden Rotstein zum nördlich gelegenen Katzfelsmassiv mit dem bekannten Aussichtsfelsen Katzstein und Signal. Der Steig wendet sich in Richtung Westen und tangiert den Aussichtspunkt Spitzstein. Westlich des Spitzsteins liegt der Rastplatz Spitzstein-Biwak, der über eine Schutzhütte und Aufstellplätze für 5 Zweipersonenzelte verfügt. Von hier aus quert der Forststeig das Tal des Lampertsbachs, erreicht die Höhe des Lampertssteins, quert nördlich von Bielatal das Tal der Biela und erreicht auf der Westseite des Tals das Felsareal der Nikolsdorfer Wände. Über den Bernhardstein und das bekannte Labyrinth erreicht der Forststeig das Etappenende mit dem Nikolsdorf-Biwak auf dem Areal des Walderlebniszentrums Leupoldishain im Osten der Nikolsdorfer Wände. Der Biwakplatz verfügt Aufstellmöglichkeiten für 5 Zweipersonenzelte.

### 6. Etappe: Nikolsdorf bis Gohrisch (12 km, 347 Höhenmeter)
Vom Nikolsdorf-Biwak führt der Forststeig hinab ins Bielatal, quert dieses und erreicht am östlichen Talhang den Rastplatz Quirl-Biwak mit Stellplätzen für 5 Zweimannzelte. Von hier erreicht der Forststeig das Plateau des Tafelberges Quirl. Anschließend verläuft der Weg in einem weiten Bogen durch die Wälder südlich des Pfaffensteins, tangiert die Westseite des Gohrisch und endet im gleichnamigen Dorf.

### 7. Etappe: Gohrisch bis Bad Schandau (9 km, 455 Höhenmeter)
Die letzte Etappe verläuft vom Dorf Gohrisch aus über die drei dicht hintereinander liegenden Tafelberge und Aussichtspunkte Gohrisch, Papststein und Kleinhennersdorfer Stein. Von hier führt der Forststeig wieder hinab ins Elbtal und endet am Bahnhof Bad Schandau.

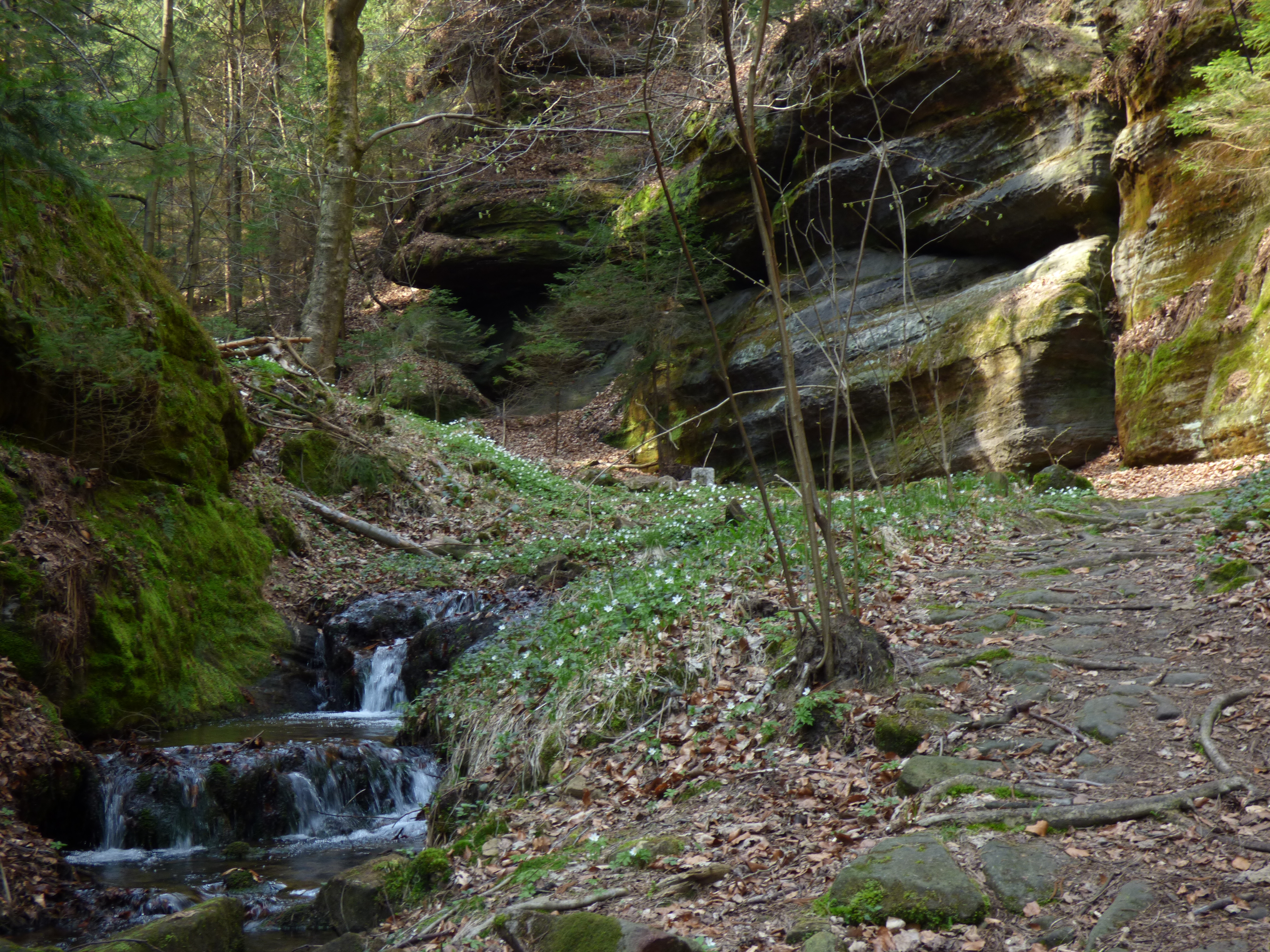
Weg im Gelobtbachtal
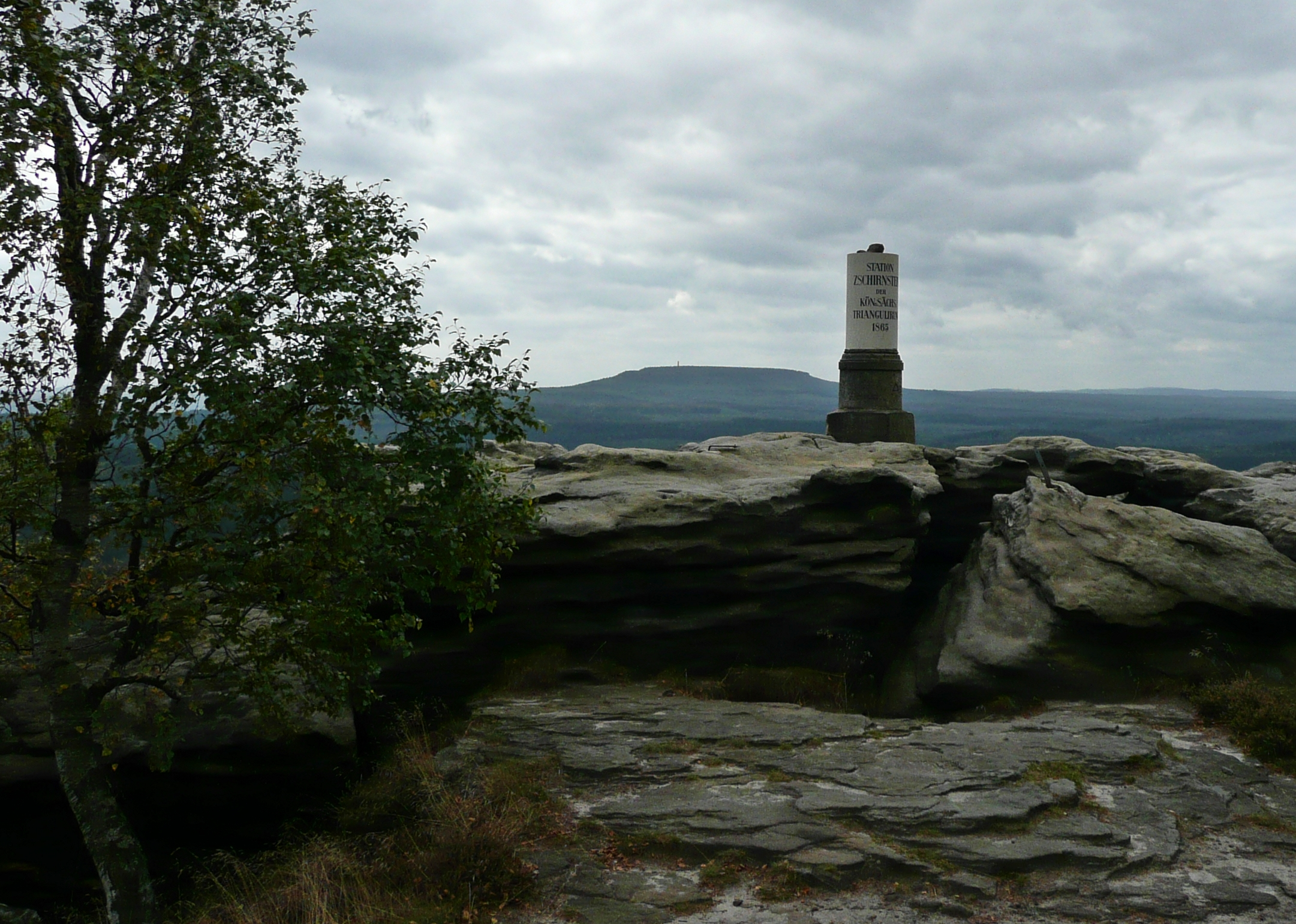
Blick vom Großen Zschirnstein zum Hohen Schneeberg (Děčínský Sněžník)
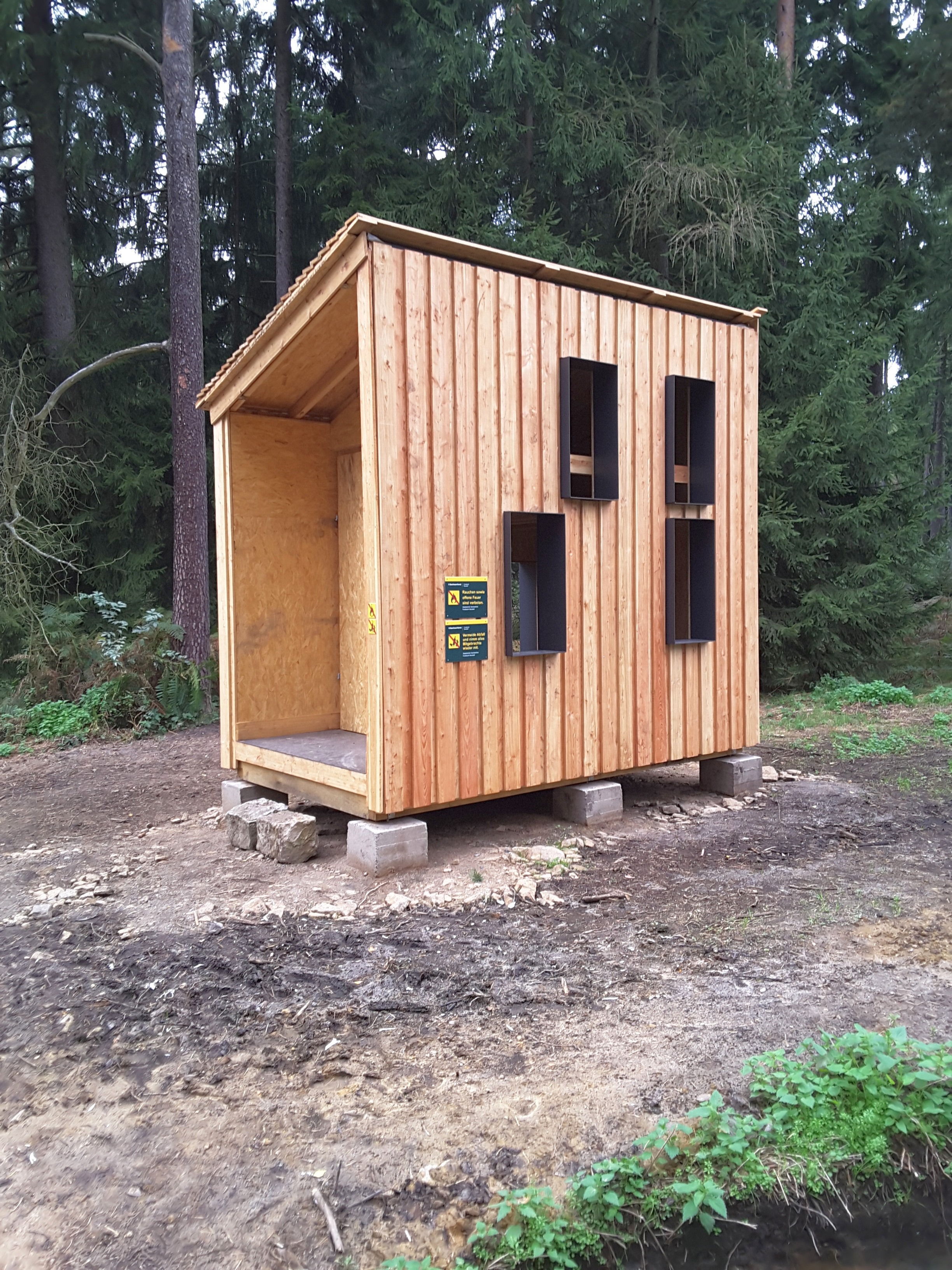
Zschirnstein-Biwak südlich des Großen Zschirnstein
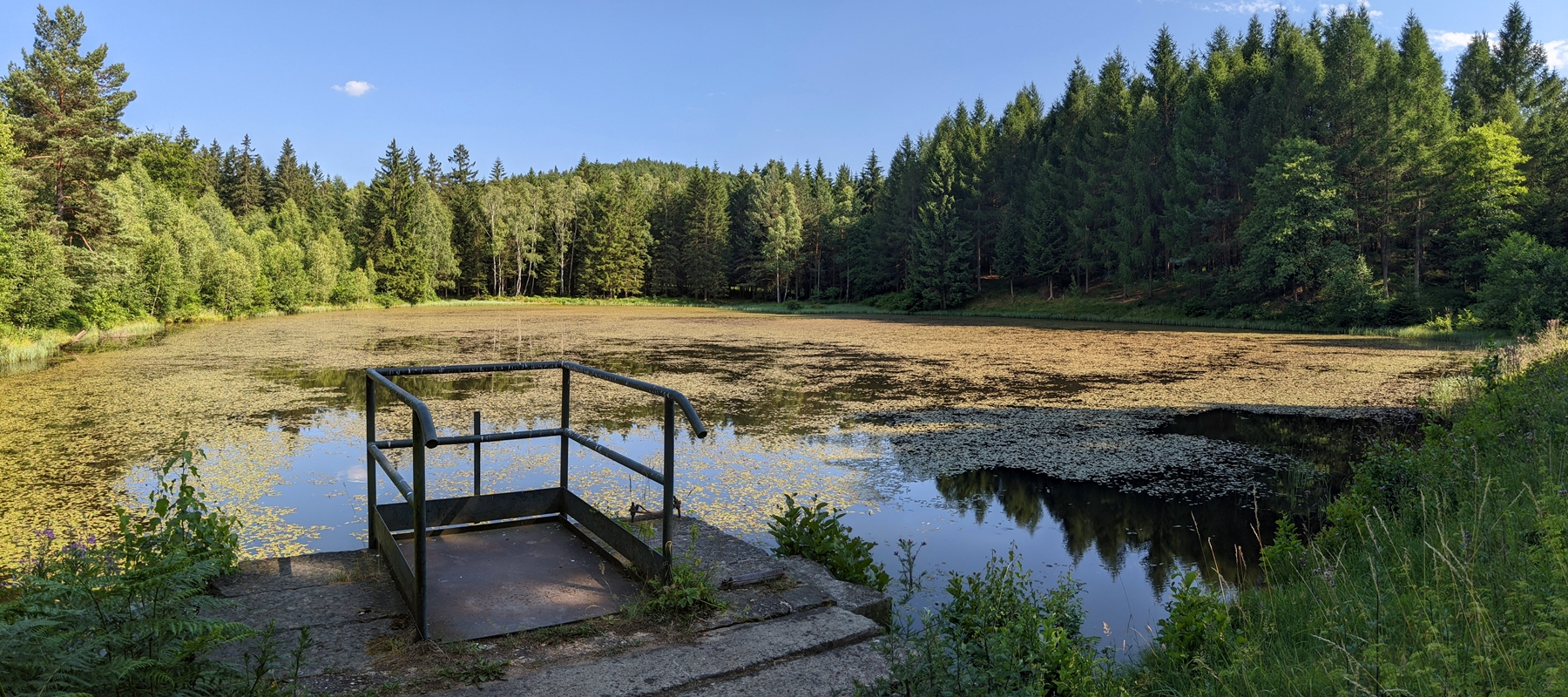
am Taubenteich
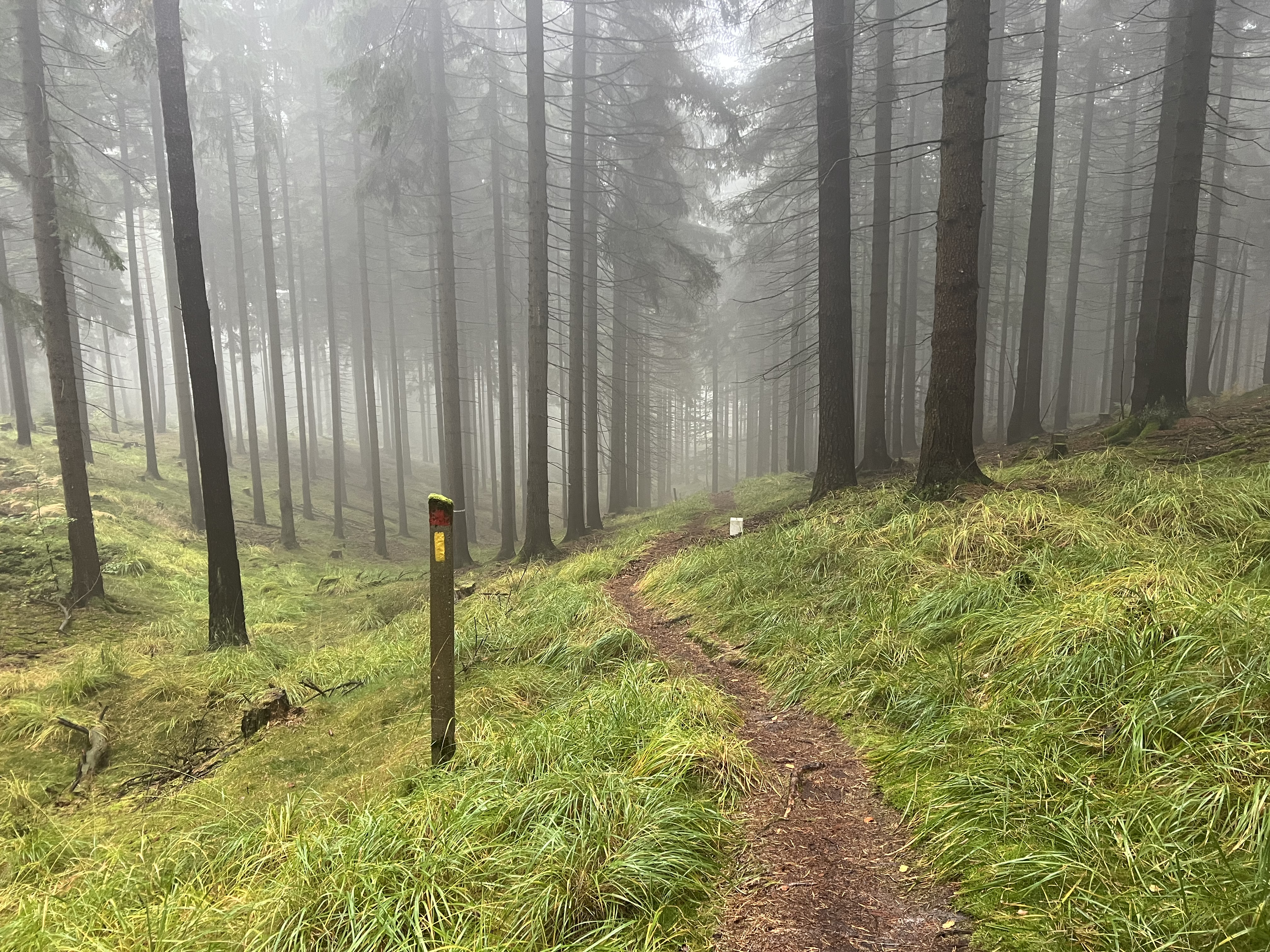
Forststeig an der deutsch-tschechischen Grenze zwischen Taubenteich und Christianenburg (Kristin Hrádek), die Markierung (gelber Strich) befindet sich an einem alten DDR-Grenzpfahl
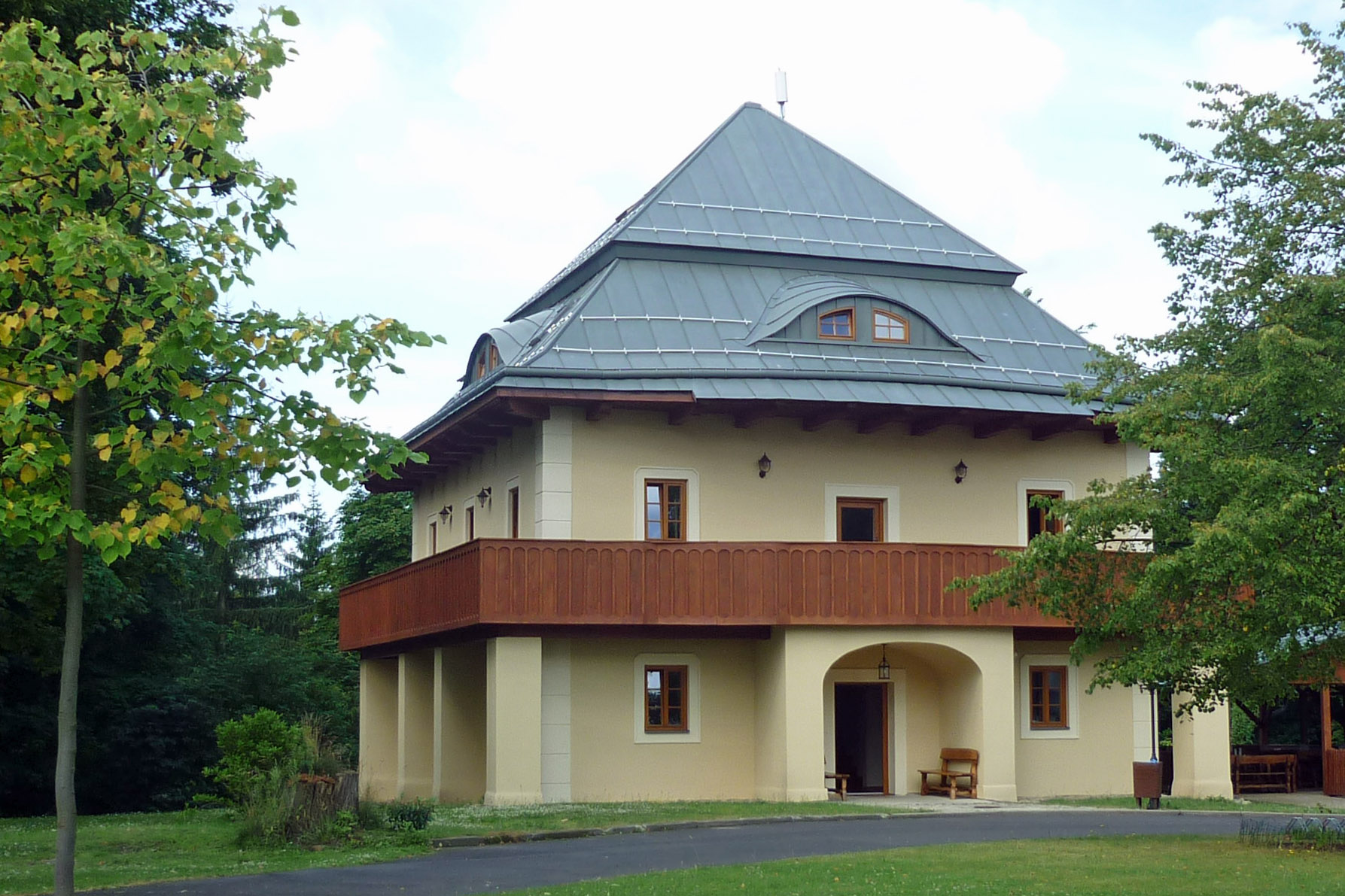
Christianenburg (Kristin Hrádek)
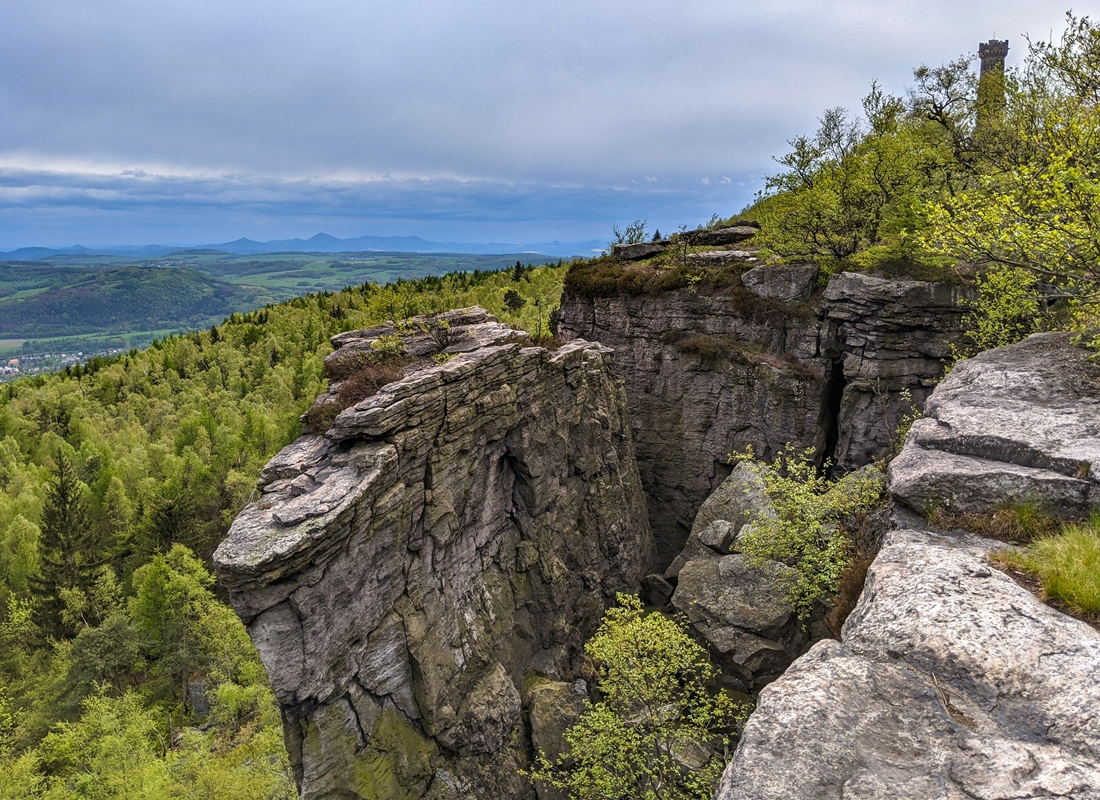
Aussicht an der Südseite des Hohen Schneeberg (Děčínský Sněžník)
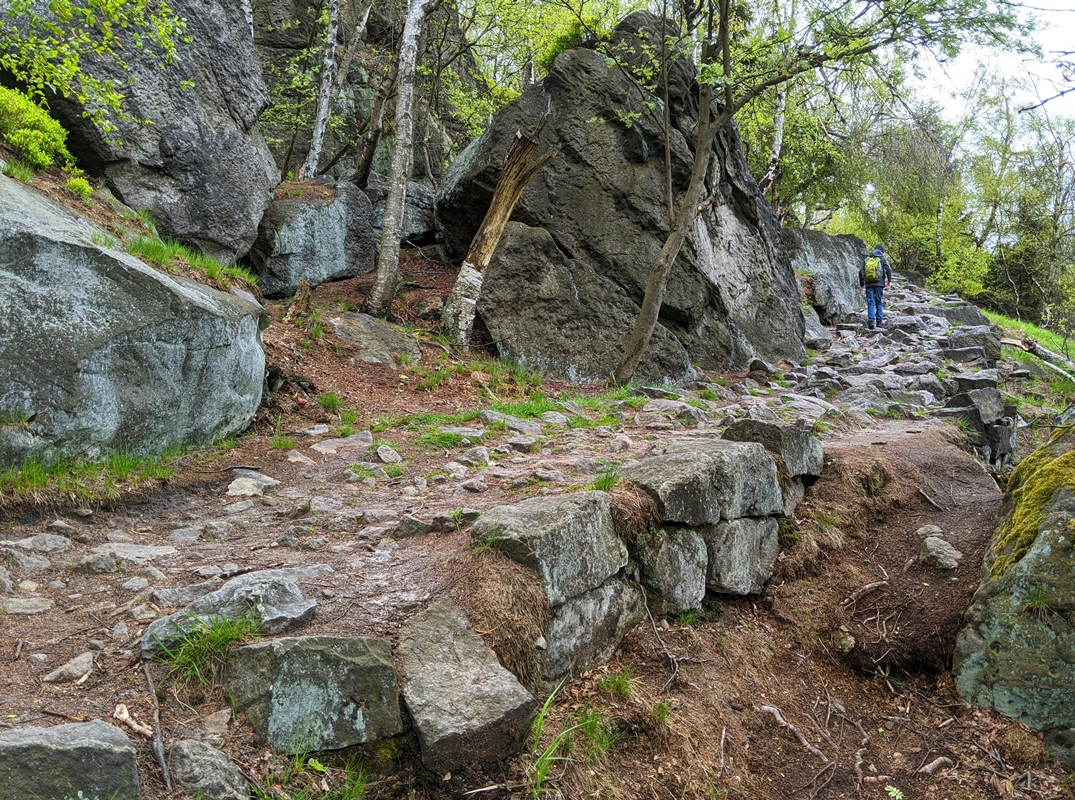
Forststeig an der Südwestseite des Hohen Schneeberg (Děčínský Sněžník)
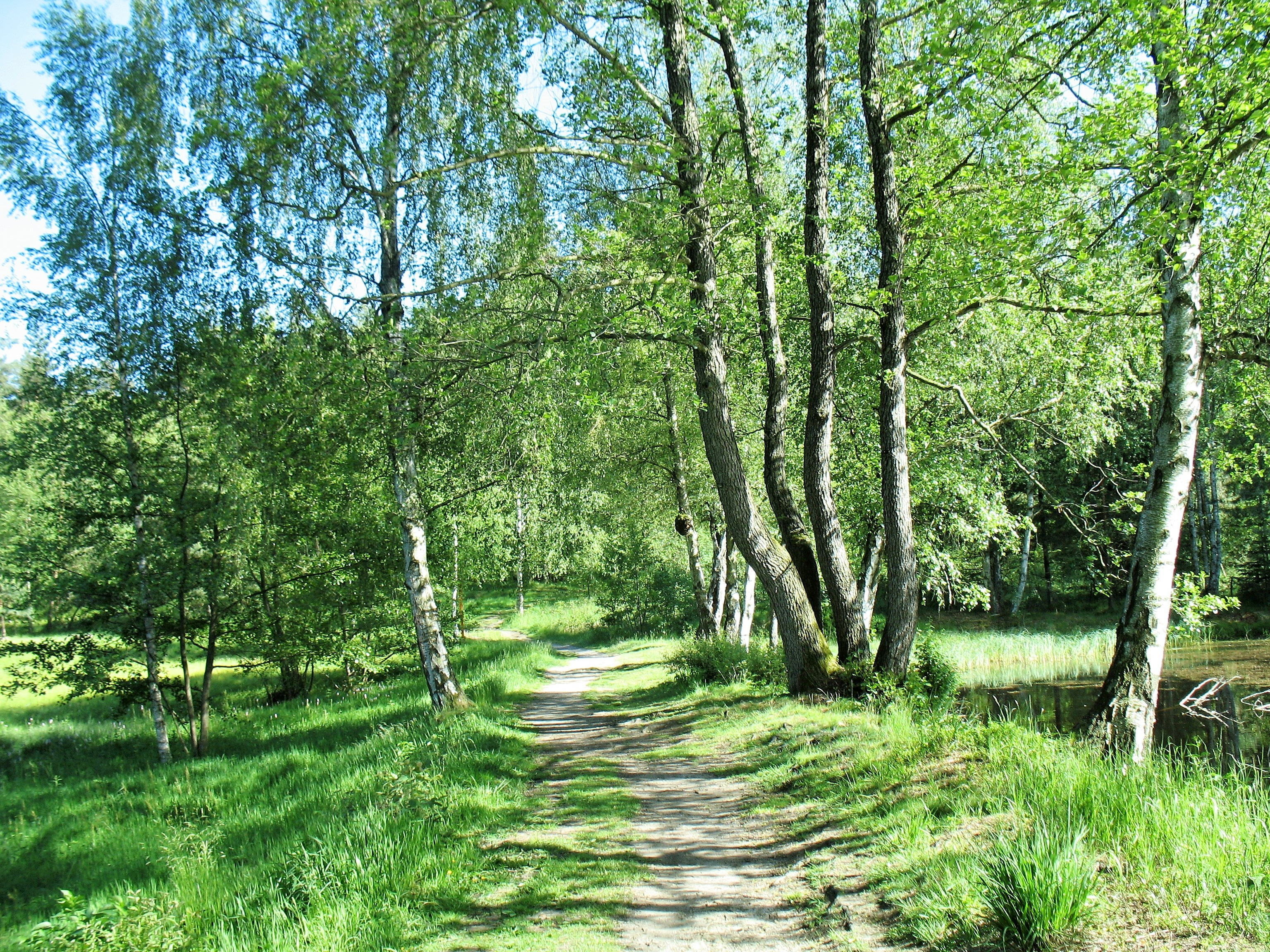
Forststeig im Naturschutzgebiet Eiland (Ostrov)
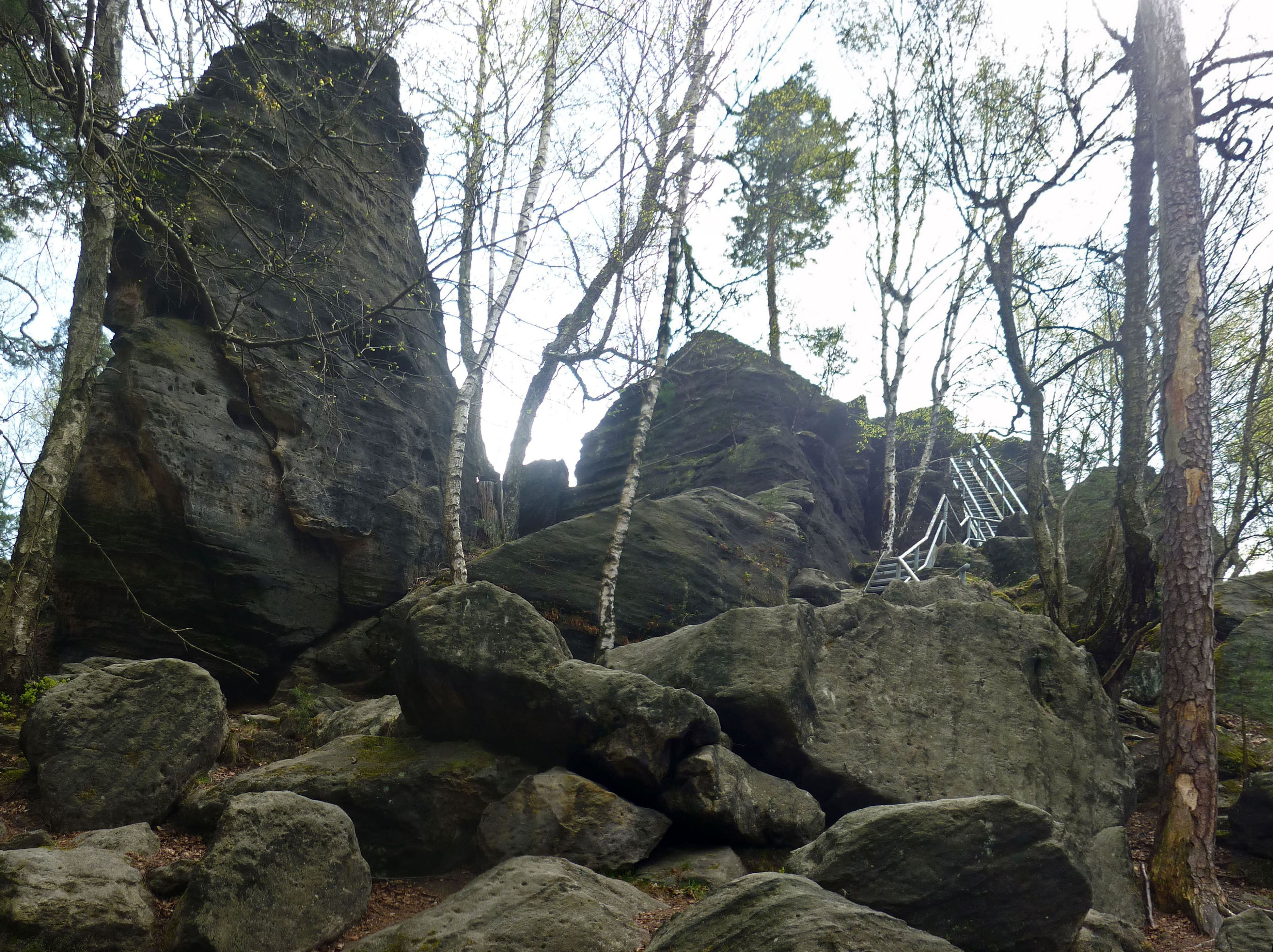
am Zeisigstein
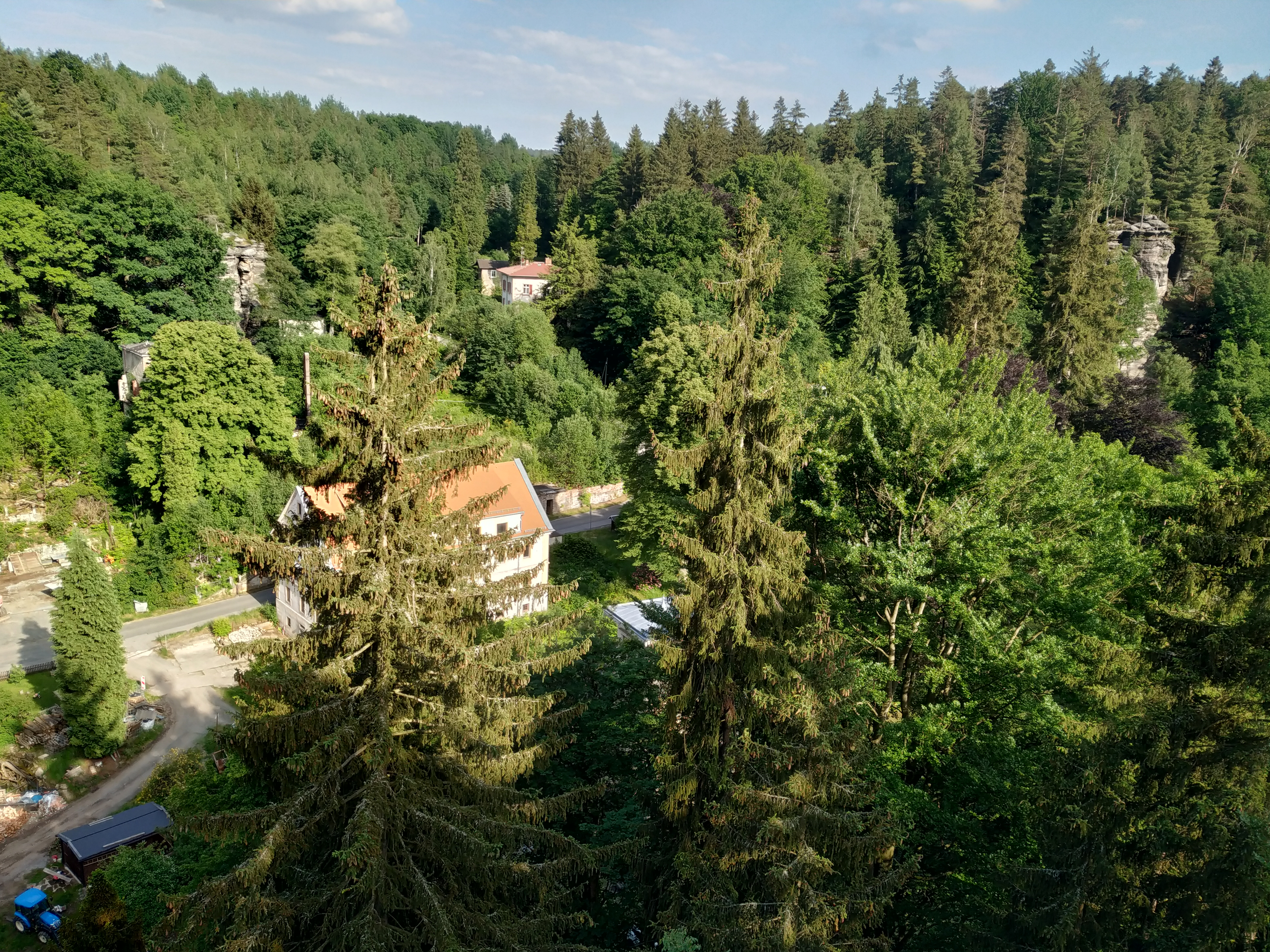
Blick vom Aussichtspunkt Nachbar über die Schweizermühle im Bielatal
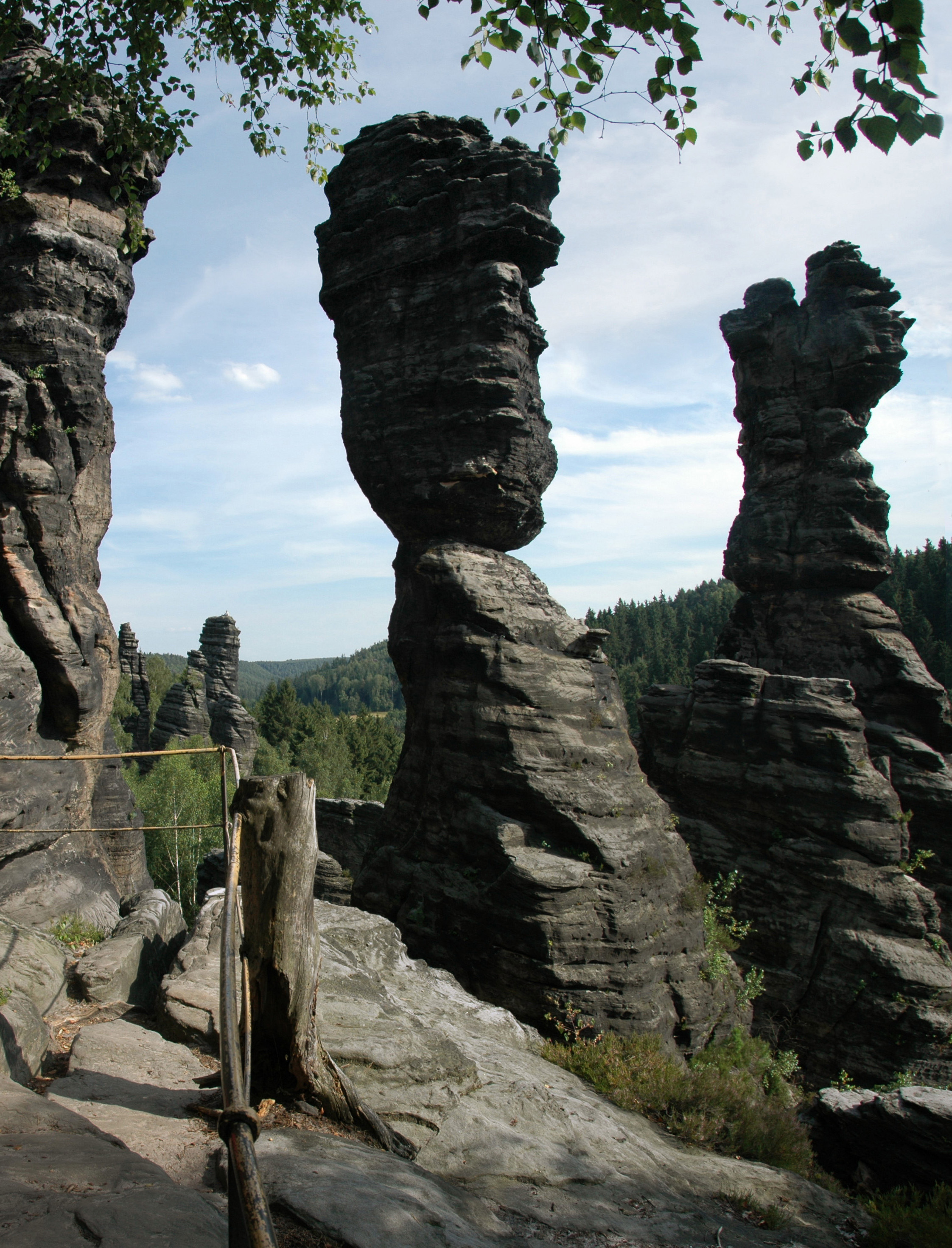
die Herkulessäulen im Bielatal
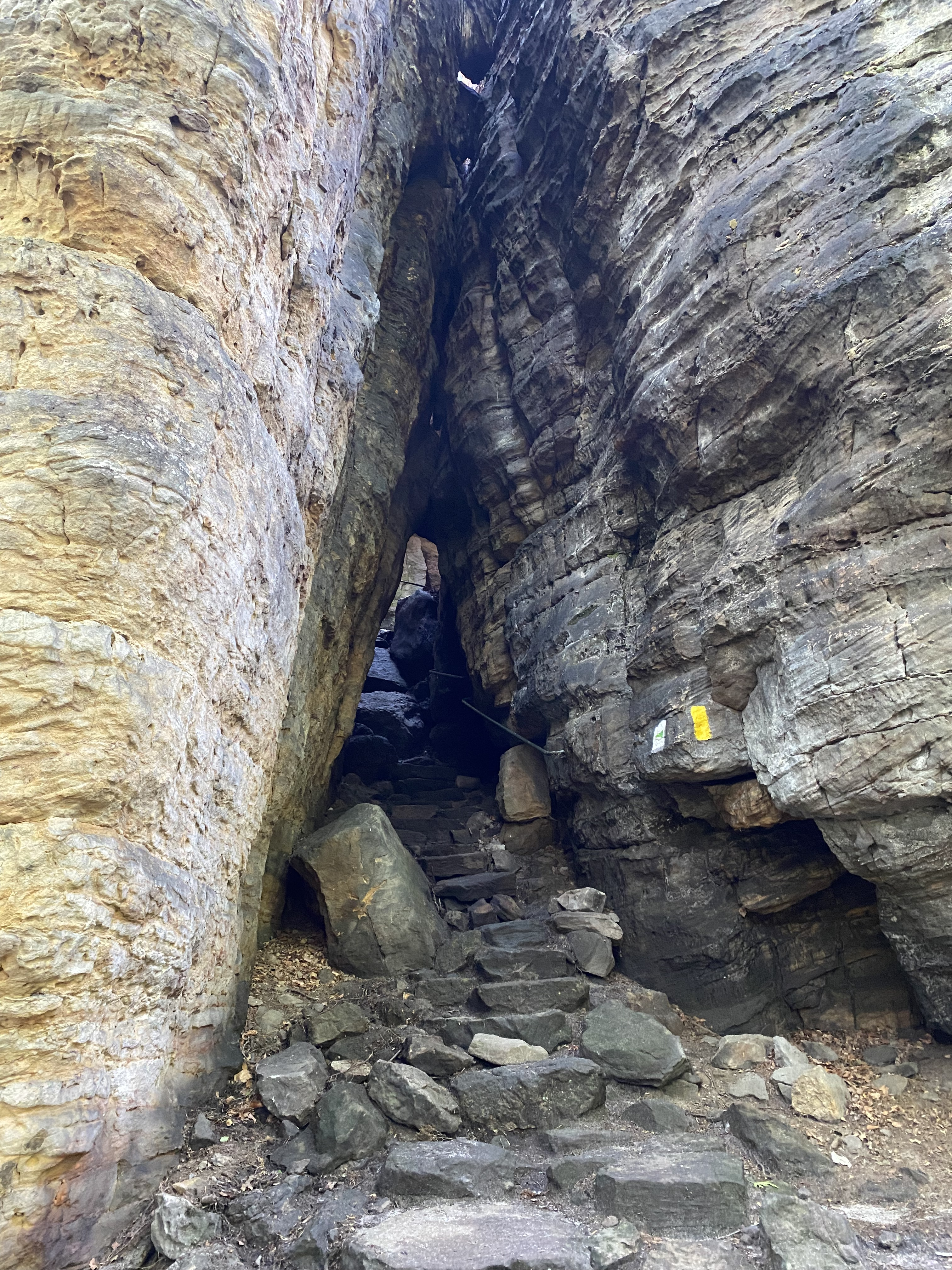
Forststeigmarkierung am Zugang zur Felsengasse unweit der Herkulessäulen im Bielatal
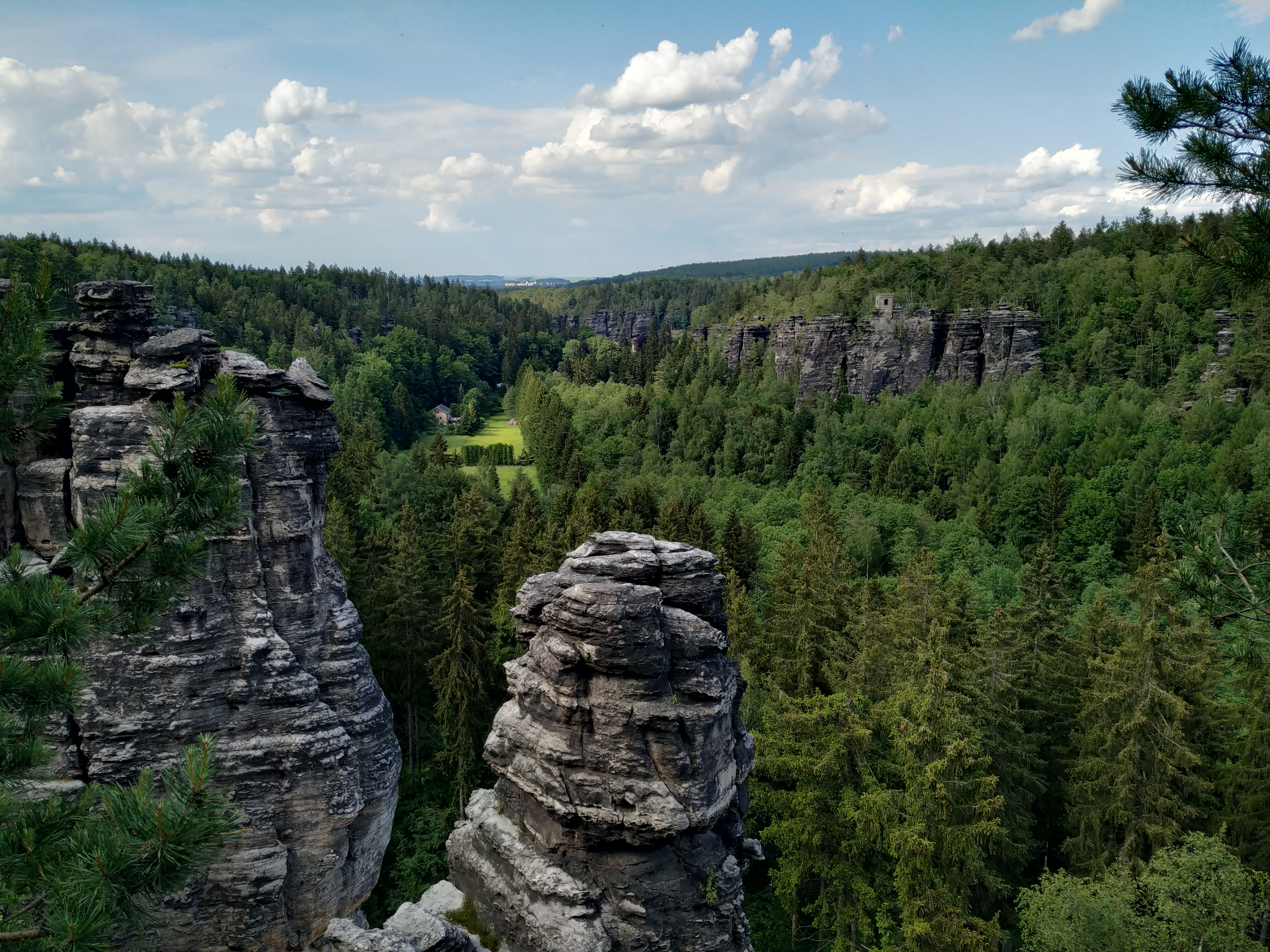
Blick von der Johanniswacht im Bielatal
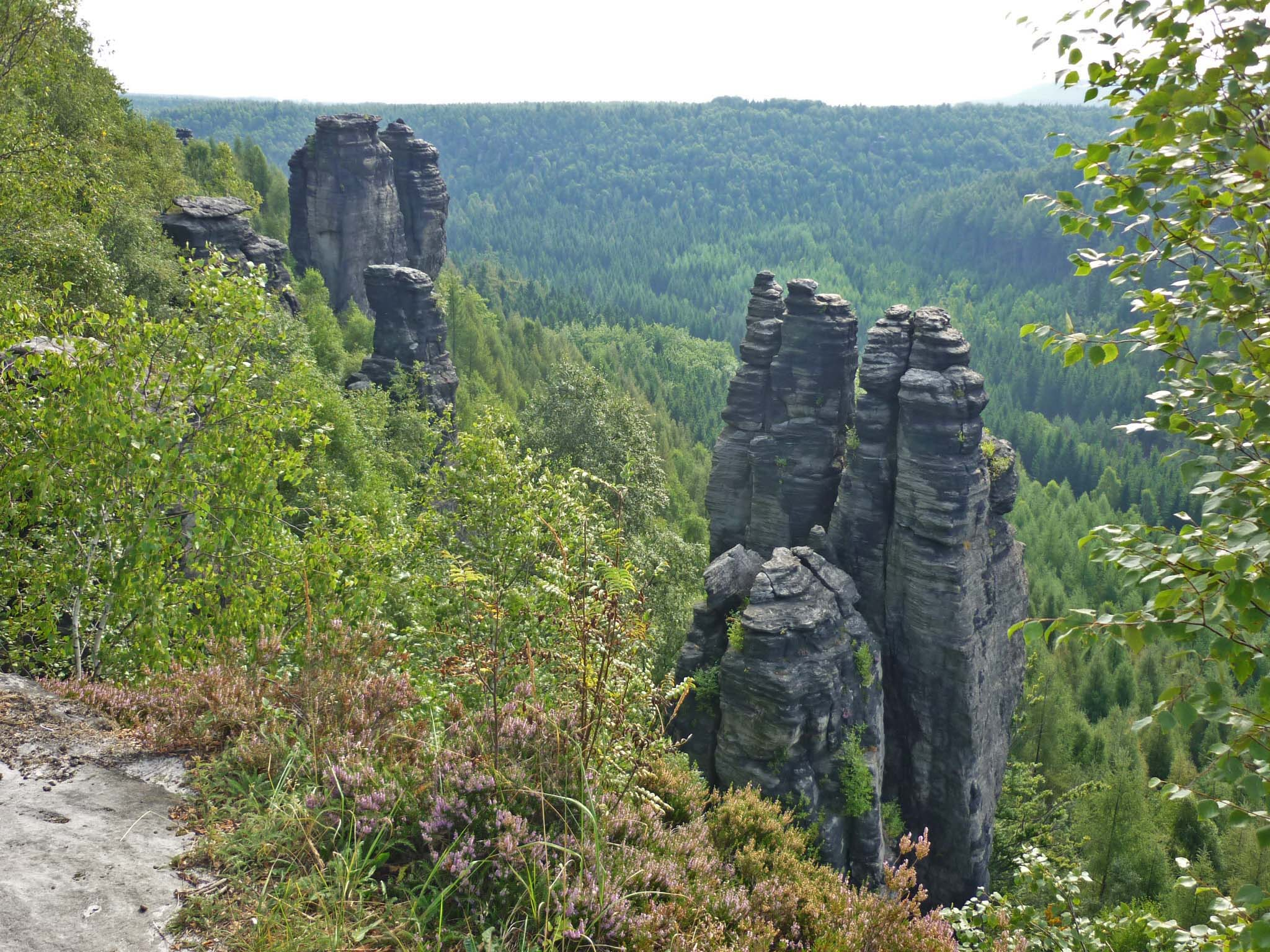
Aussicht von der Grenzplatte im Bielatal
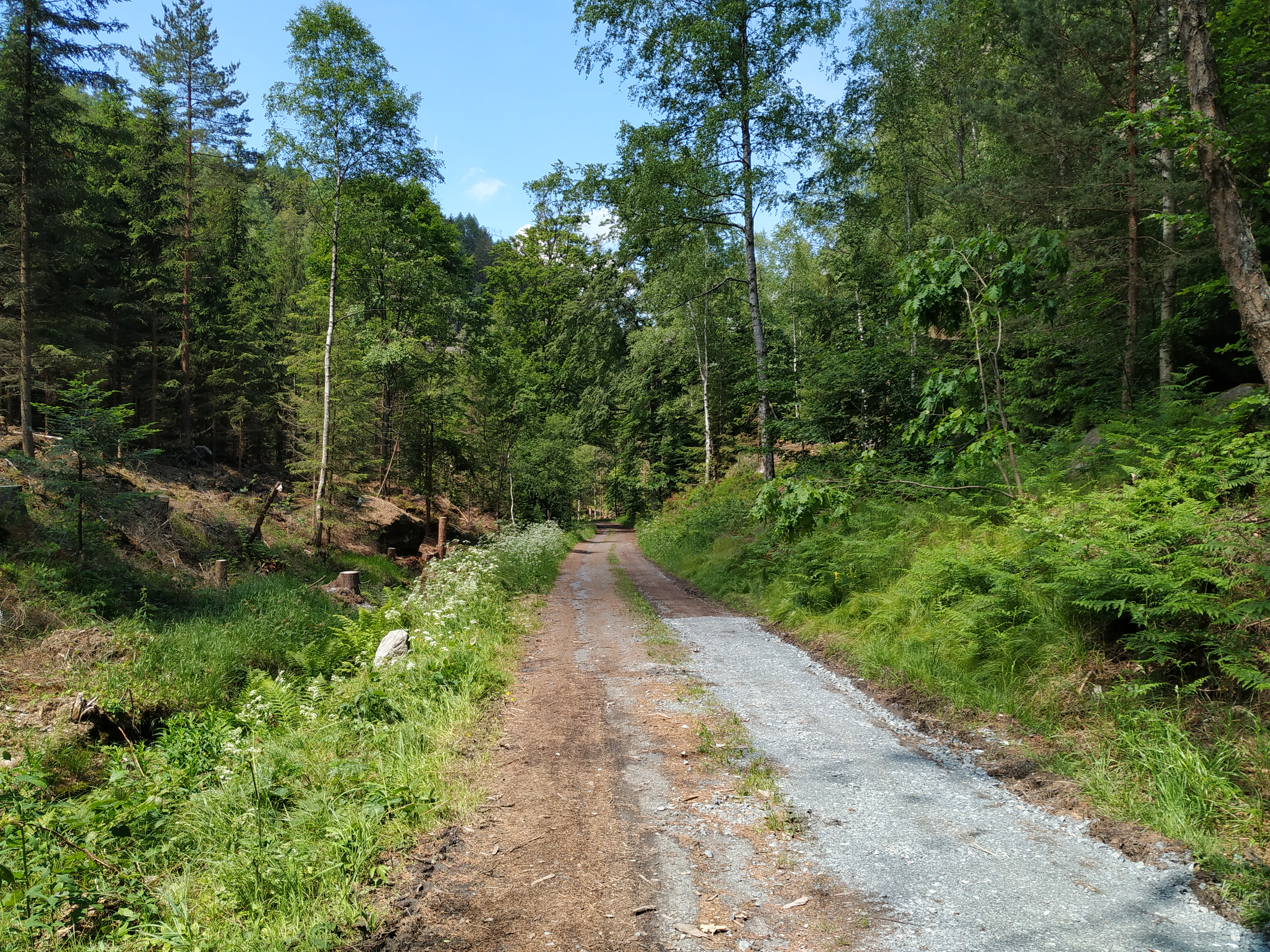
Forststeig im Tal der Dürren Biela
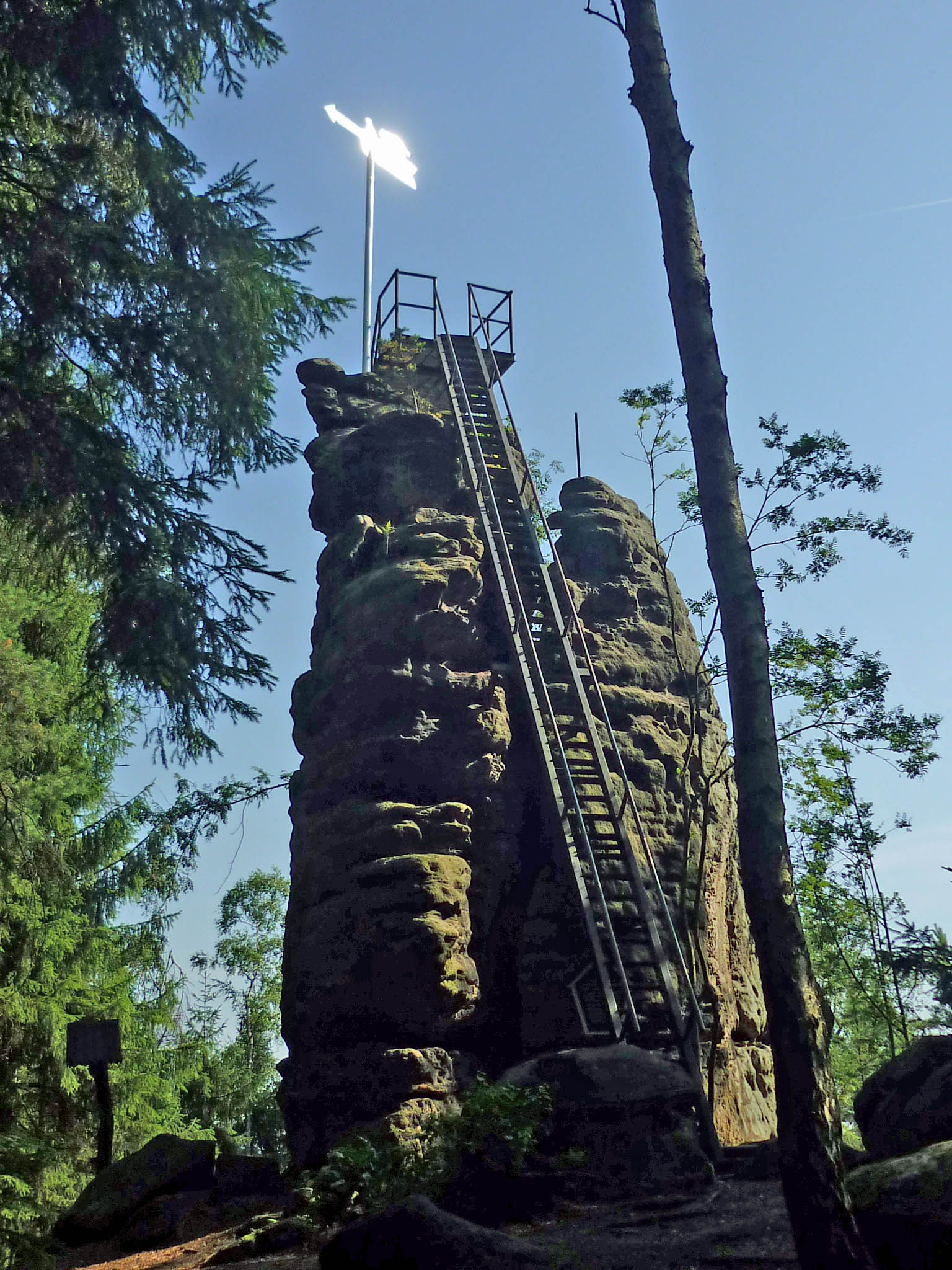
am Katzfels
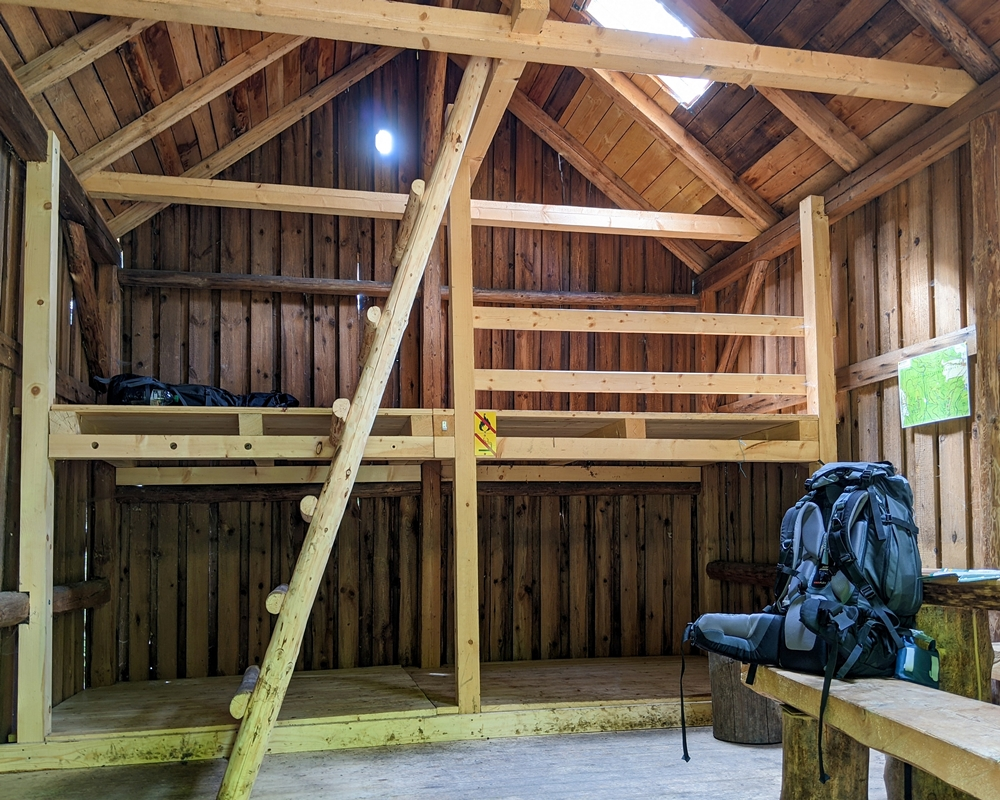
Innenansicht Spitzstein-Biwak
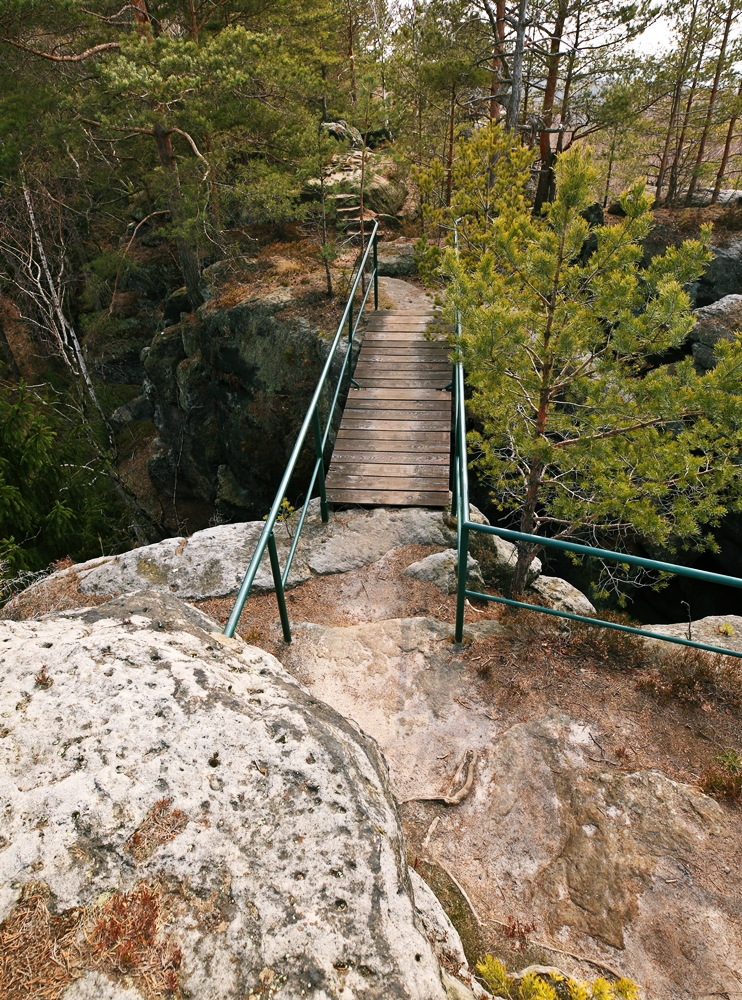
Forststeig am Lampertsstein
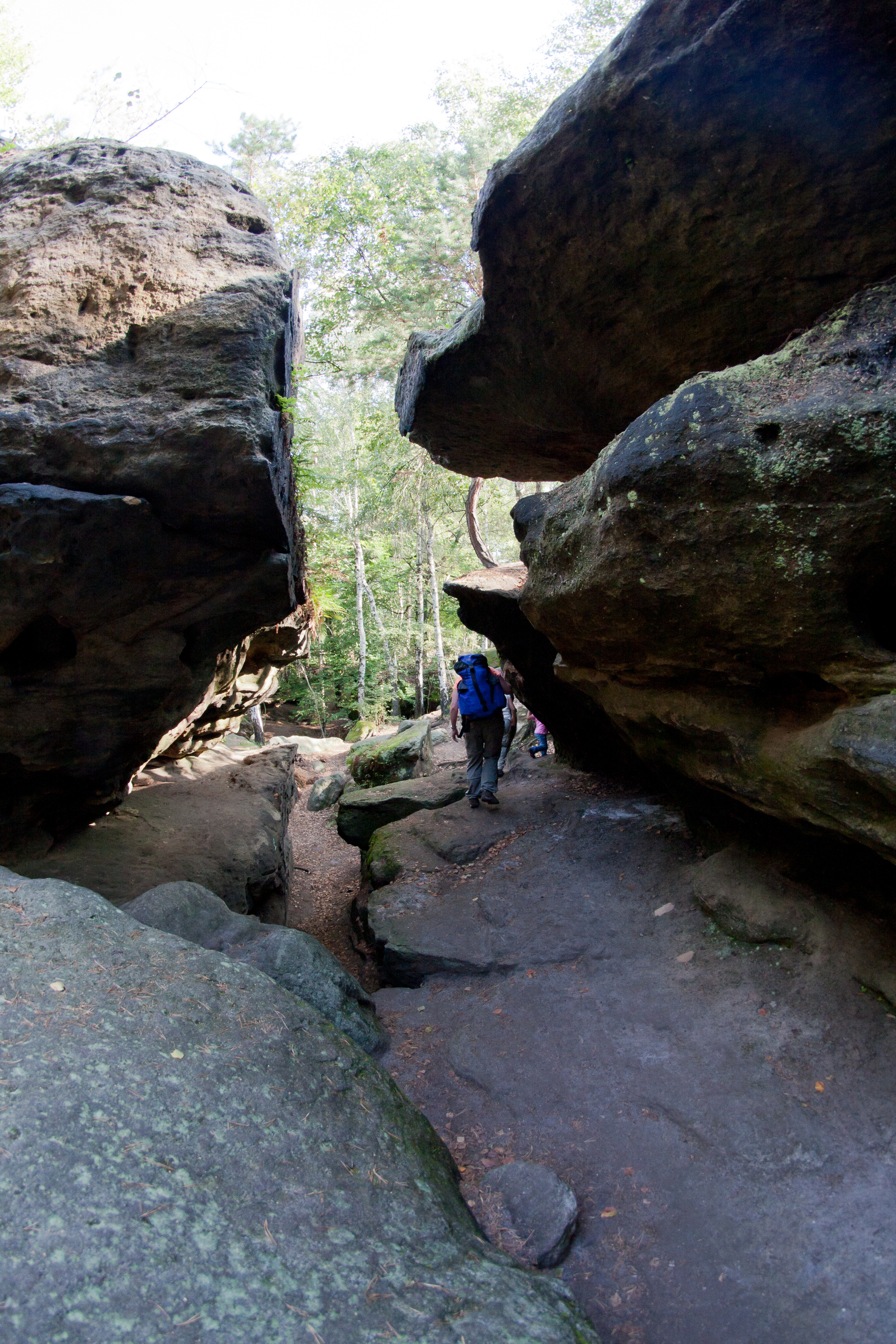
Felsenlabyrinth in den Nikolsdorfer Wänden
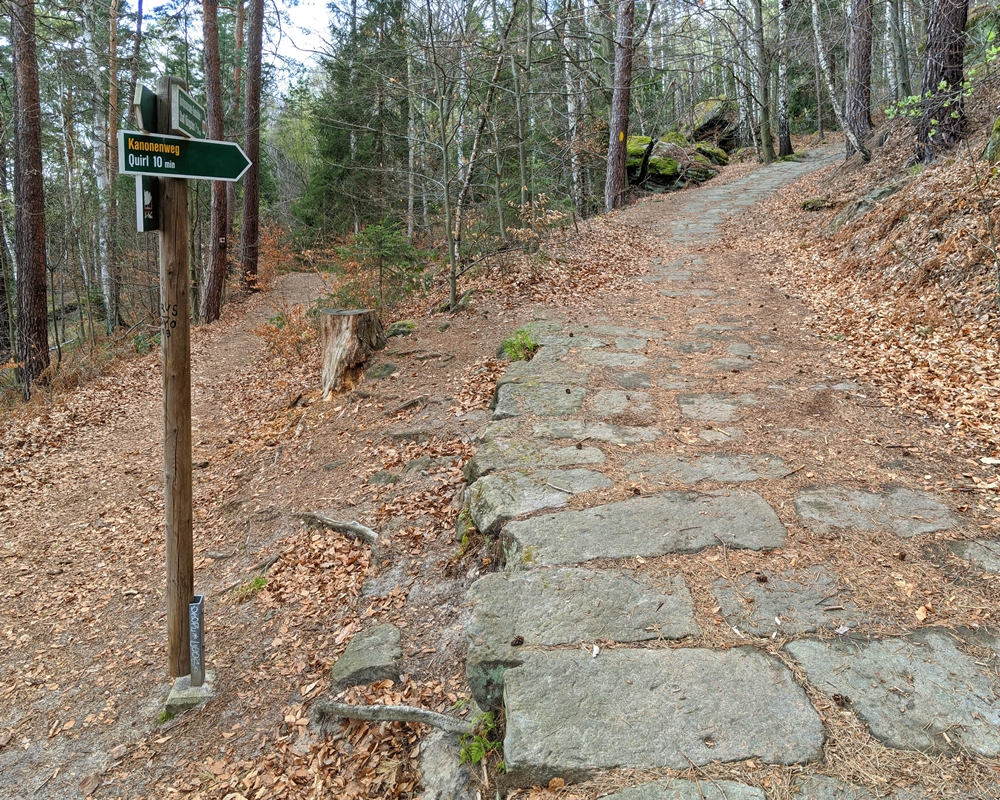
Kanonenweg als Teil des Forststeigs am Quirl
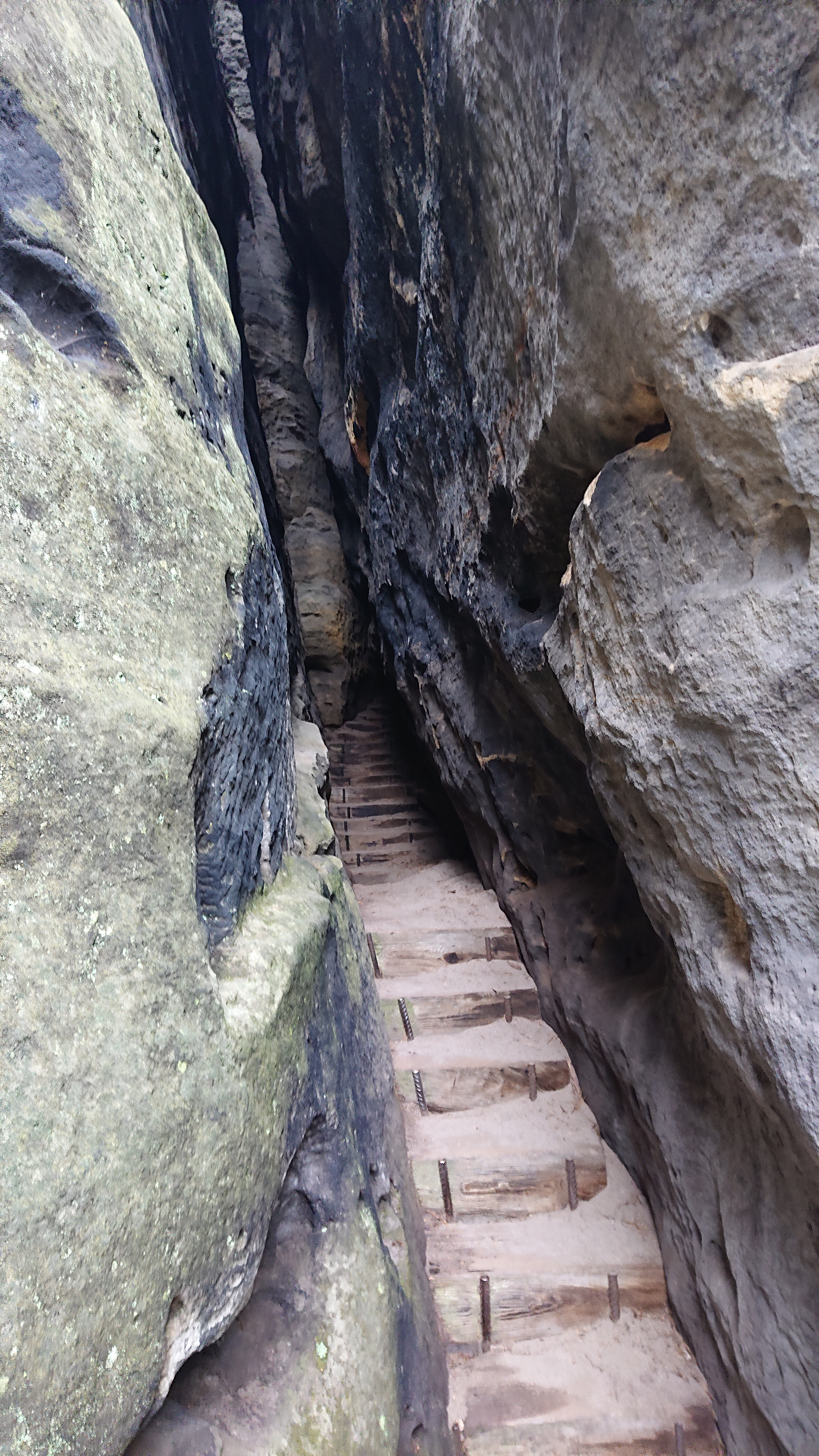
Falkenschlucht als Teil des Forststeigs am Gohrisch
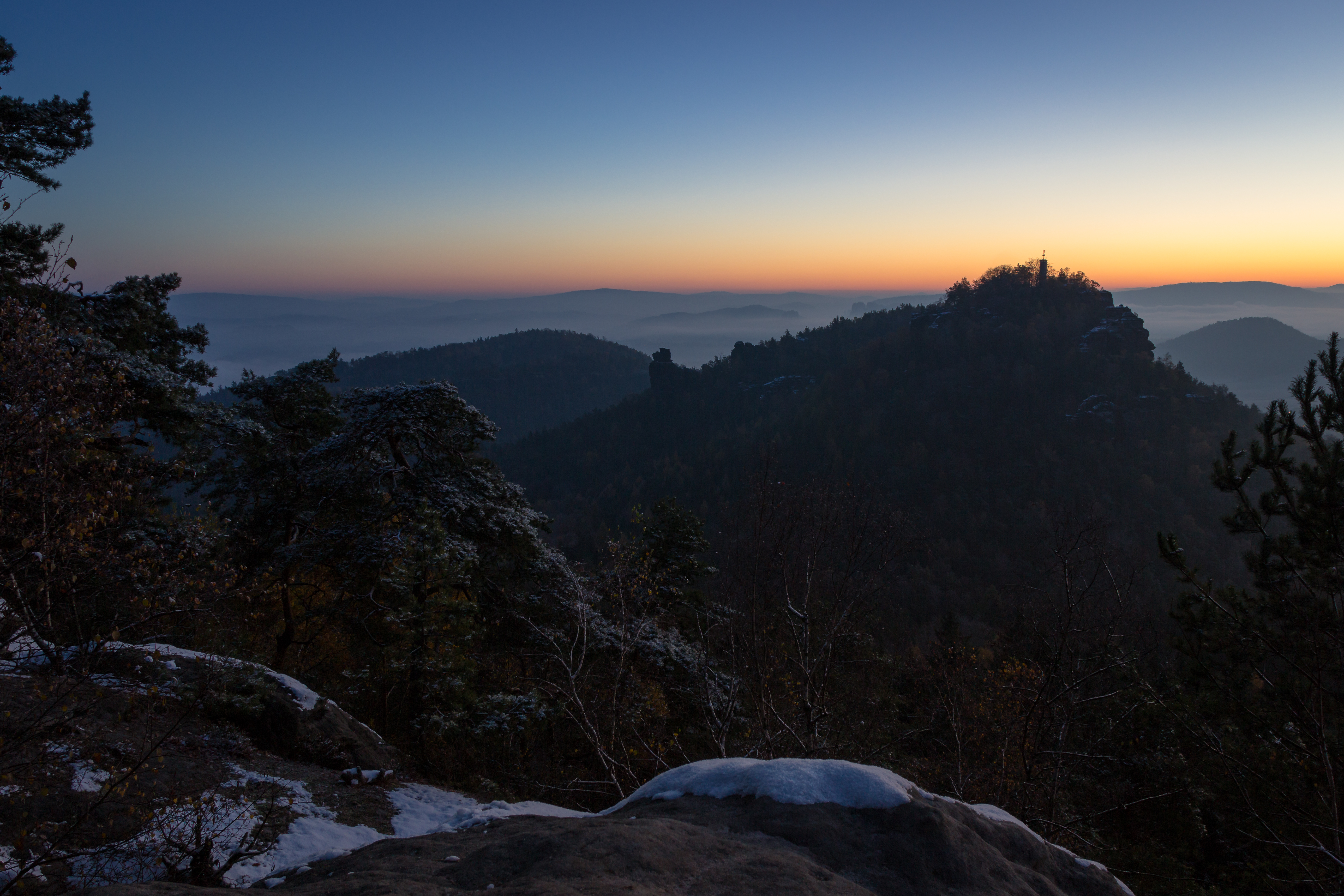
Blick vom Gohrisch zum Papststein
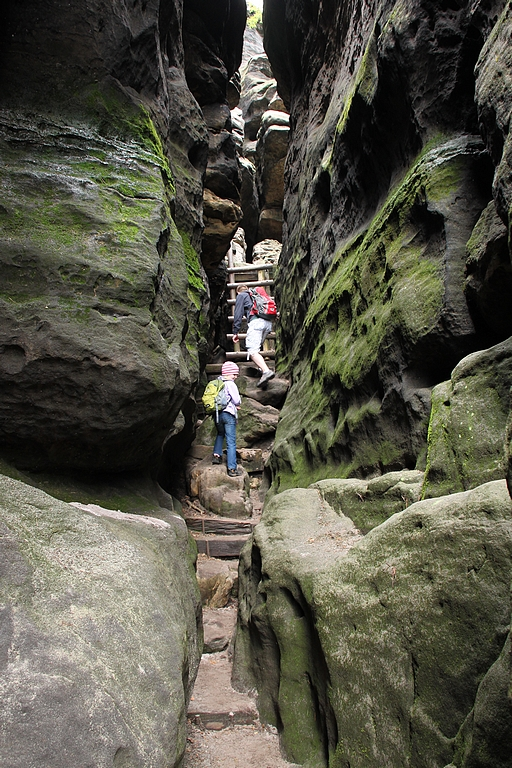
Ostabstieg als Teil des Forststeigs am Gohrisch
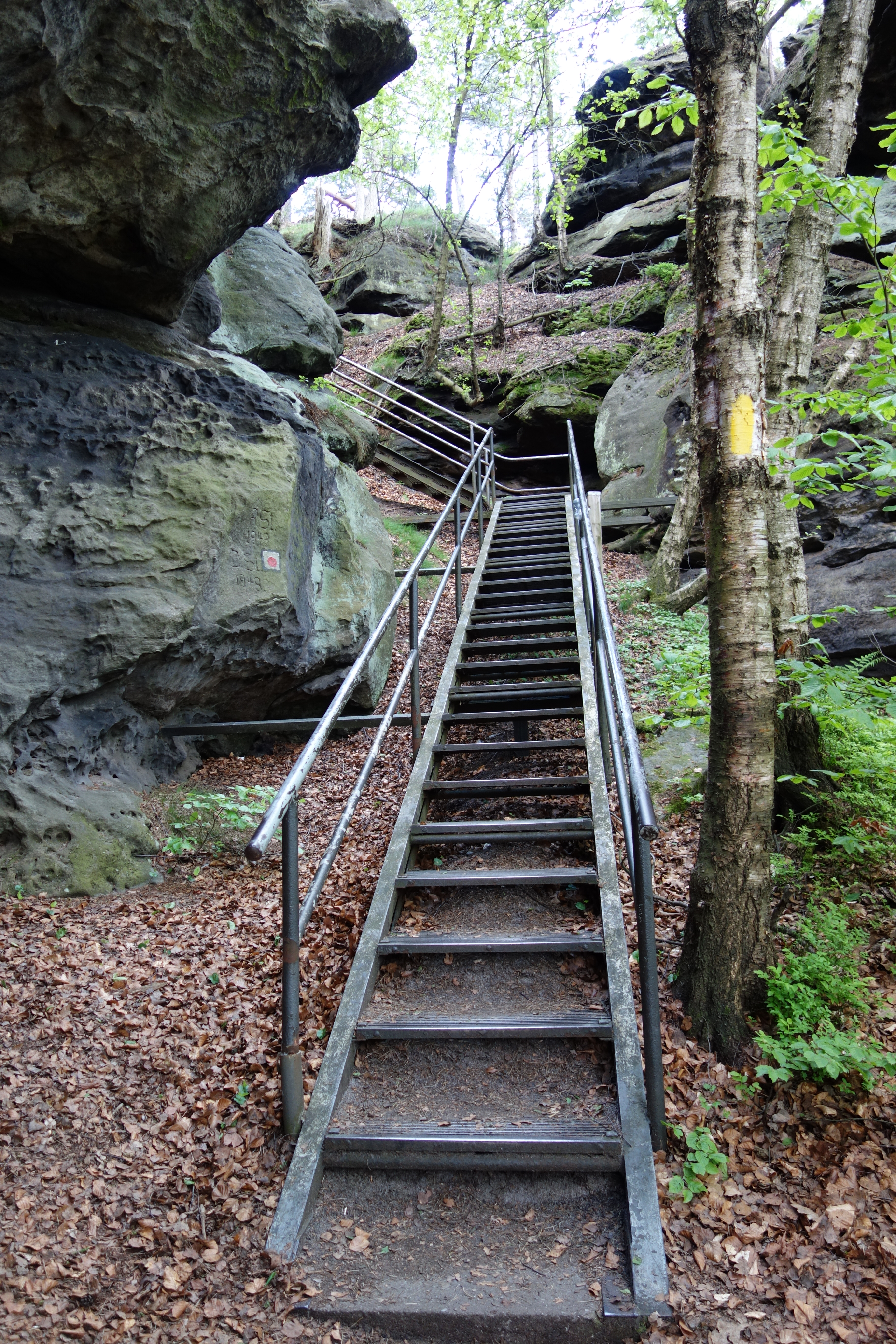
Forststeigmarkierung am Westaufstieg zum Papststein
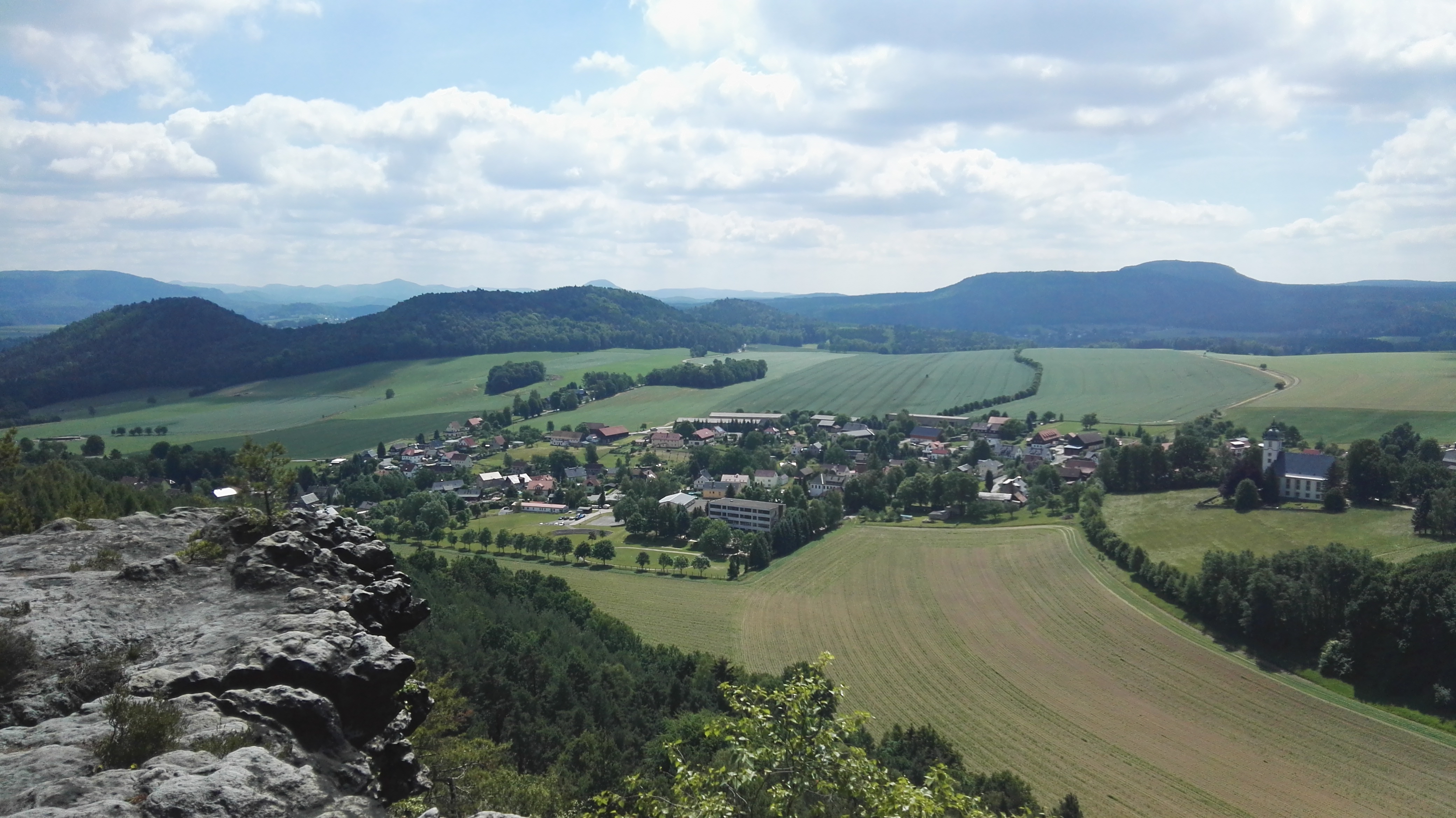
Aussicht von der Südseite des Papststein
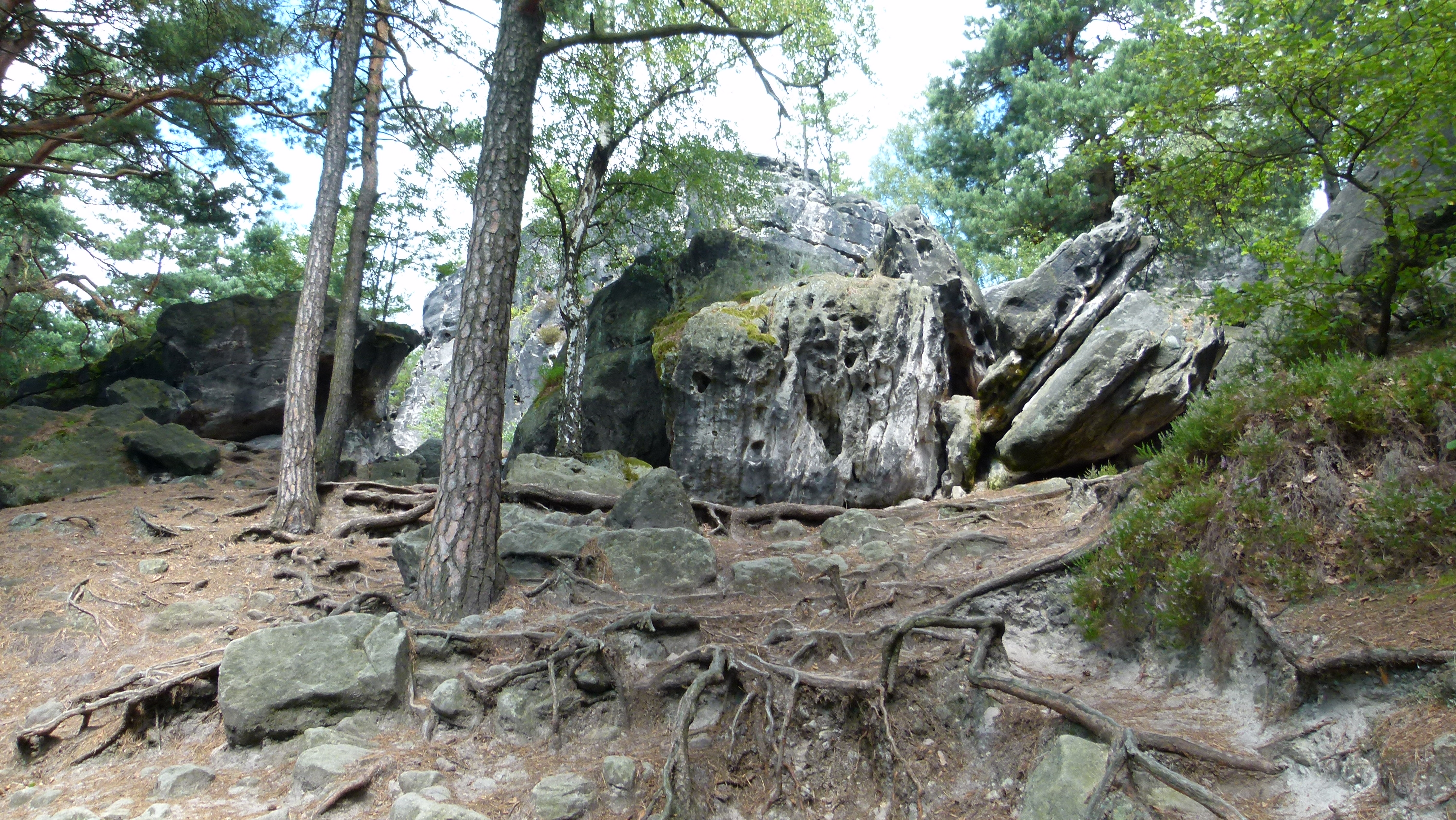
Gipfel des Kleinhennersdorfer Steins

## Biwakplätze und Trekkinghütten
Am Forststeig Elbsandstein bieten sieben Biwakplätze und fünf Trekkinghütten Platz zum Lagern und Übernachten. Betrieben werden diese vom Staatsbetrieb Sachsenforst und privaten Partnern. Die nachfolgende Sortierung entspricht der Lage im Zuge der jeweiligen Etappen:
| Name               | Typ           | Erbaut | Erbauer | Höhe         | Kapazität       | Lage | Koordinaten             | Bild |
| ------------------ | ------------- | ------ | ------- | ------------ | --------------- | --- | ----------------------- | ---- |
| Zschirnstein-Biwak | Biwakplatz    | 2016   | –       | 417 m ü. NHN | 05 Zelte        | 5 km südöstlich von Kleingießhübel, Landkreis Sächsische Schweiz-Osterzgebirge, am Südhang des Großen Zschirnsteins          | 50.850981 14.177593 417 |      |
| Grenzbaude         | Trekkinghütte | 1915   | –       | 430 m ü. NHN | 12 Schlafplätze | 5 km südöstlich von Cunnersdorf                                                                                              | 50.844337 14.141912 430 |      |
| Haselmausbaude     | Trekkinghütte | –      | –       | 395 m ü. NHN | 08 Schlafplätze | nahe Cunnersdorf | 50.857693 14.131598 395 |      |
| Taubenteich-Biwak  | Biwakplatz    | 2016   | –       | 400 m ü. NHN | 05 Zelte        | 4 km östlich von Rosenthal-Bielatal, Landkreis Sächsische Schweiz-Osterzgebirge, 500 Meter nördlich der Tschechischen Grenze | 50.83567 14.128073 400  |      |
| Willys Ruh         | Trekkinghütte | –      | –       | 430 m ü. NHN | 10 Schlafplätze | nahe Rosenthal | 50.840966 14.105437 430 |      |
| Schneeberg-Biwak   | Biwakplatz    | 2025   |         |              | 05 Zelte        | am Ortsrand von Sněžník (Jílové u Děčína), Okres Ústí nad Labem, Ústecký kraj, Tschechien                                    |                         |      |
| Kamphütte          | Trekkinghütte | –      | –       | 405 m ü. NHN | 10 Schlafplätze | 2 km westlich von Rosenthal-Bielatal                                                                                         | 50.847507 14.037402 405 |      |
| Zehrborn-Biwak     | Biwakplatz    | 2020   | –       | 440 m ü. NHN | 05 Zelte        | nordöstlich von Ostrov u Tisé, Okres Ústí nad Labem, Ústecký kraj, Tschechien, an der Tschechischen Grenze am Bielatal       | 50.812226 14.057651 440 |      |
| Rotsteinhütte      | Trekkinghütte | –      | –       | 400 m ü. NHN | 10 Schlafplätze | zwischen Rosenthal und Cunnersdorf                                                                                           | 50.856073 14.098532 400 |      |
| Spitzstein-Biwak   | Biwakplatz    | 2018   | –       | 349 m ü. NHN | 05 Zelte        | 3 km westlich von Gohrisch, Landkreis Sächsische Schweiz-Osterzgebirge, am Spitzstein                                        | 50.879466 14.085604 349 |      |
| Nikolsdorf-Biwak   | Biwakplatz    | 2019   | –       | 330 m ü. NHN | 05 Zelte        | Leupoldishain, Landkreis Sächsische Schweiz-Osterzgebirge                                                                    | 50.901506 14.037185 330 |      |
| Quirl-Biwak        | Biwakplatz    | 2020   | –       | 242 m ü. NHN | 05 Zelte        | südlich von Königstein, Landkreis Sächsische Schweiz-Osterzgebirge, südlich des Quirls                                       | 50.900813 14.067234 242 |      |

## Film
- Zu Fuß durch die Sächsische Schweiz (Einfach Genial, MDR 2017)[12]